# Заветы Ильича (Саратовская область)
Заветы Ильича — село в Безымянском муниципальном образовании в составе Энгельсского муниципального района Саратовской области.

## Географическое положение

Комсомольское собрание на полевом стане колхоза Заветы Ильича. АССС НП. 1932 г

Село расположено в 24 км от районного центра Энгельc по трассе Р236.
 До ближайшей станции Безымянная и села Безымянное — 2 км.

## Население
| 2010 | 2019  |
| ---- | ----- |
| 1045 | ↘1032 |

## История
Село создано в 1930 году как Коммуна «Заветы Ильича». Позже появился посёлок колхоза «Заветы Ильича» или именовался как "Посёлок усадьбы колхоза «Заветы Ильича».
В довоенное время в поселении уже располагался детский сад в старом деревянном здании для детей членов колхоза. В 1950-е годы здание сгорело, а в 1959 году был выстроен новый детский садик. В 1985 году детский сад перевели в новое двухэтажное здание на улице Центральной.
В 1987 году открылась средняя школа.
В 2012 году село Заветы Ильича было переименовано в «Заветное». Но на федеральном уровне новое название закреплено не было.

## Наименование улиц
- В селе 13 улиц. :

| - ул. Веселая - ул. Дружбы - ул. Западная - ул. Лиманная - ул. Мира - ул. Молодёжная | - ул. Московская - ул. Новая - ул. Садовая - ул. Северная - ул. Степная - ул. Центральная - ул. Школьная |